# El orfanato
El orfanato (Nederlands: Het weeshuis, Engels: The Orphanage) is een Spaanse horrorfilm uit het jaar 2007. De film werd geregisseerd door Juan Antonio Bayona, en een andere bekende co-producent was Guillermo del Toro. De wereldwijde première vond plaats op het filmfestival van Cannes op 20 mei 2007.

## Verhaal
Laura leidt een weeshuis waar zij haar jeugd heeft doorgebracht. Ze wil het huis gebruiken als tehuis voor gehandicapte kinderen. Alles lijkt goed te gaan voor Laura, haar man Carlos en hun zoontje Simón, totdat hun zoontje onzichtbare vriendjes zegt te hebben waar hij vreemde spelletjes mee speelt. Op een dag verdwijnt Simón spoorloos. Laura is vastbesloten hem terug te vinden en roept hiervoor de hulp van medium Aurora in.

## Rolverdeling
- Belén Rueda: Laura
- Fernando Cayo: Carlos
- Roger Príncep: Simón
- Montserrat Carulla: Benigna
- Geraldine Chaplin: Aurora
- Edgar Vivar: Balaban
- Mabel Rivera: Pilar
- Andrés Gertrúdix: Andrés

## Ontvangst

### Recensies
Op Rotten Tomatoes geeft 87% van de 177 recensenten de film een positieve recensie, met een gemiddelde score van 7,39/10. Metacritic komt tot een score van 74/100, gebaseerd op 33 recensies.

### Prijzen en nominaties
De film werd in 2007 door Spanje uitgekozen als genomineerde voor een Oscar voor Beste buitenlandse film, maar won deze niet. De film was een immens succes in Spanje, het was de op een na populairste binnenlandse film aller tijden. Een selectie van de prijzen en nominaties:
| Jaar | Prijs                                   | Categorie                  | Genomineerde                                                                       | Resultaat   |
| ---- | --------------------------------------- | -------------------------- | ---------------------------------------------------------------------------------- | ----------- |
| 2008 | Premios Goya (22ste uitreiking)         | Beste film                 | El orfanata                                                                        | Genomineerd |
| 2008 | Premios Goya (22ste uitreiking)         | Beste actrice              | Belén Rueda                                                                        | Genomineerd |
| 2008 | Premios Goya (22ste uitreiking)         | Beste vrouwelijke bijrol   | Geraldine Chaplin                                                                  | Genomineerd |
| 2008 | Premios Goya (22ste uitreiking)         | Beste debuterend acteur    | Roger Princep                                                                      | Genomineerd |
| 2008 | Premios Goya (22ste uitreiking)         | Beste bewerkt scenario     | Sergio G. Sánchez                                                                  | Gewonnen    |
| 2008 | Premios Goya (22ste uitreiking)         | Beste debuterend regisseur | Juan Antonio Bayona                                                                | Gewonnen    |
| 2008 | Premios Goya (22ste uitreiking)         | Beste montage              | Elena Ruiz                                                                         | Genomineerd |
| 2008 | Premios Goya (22ste uitreiking)         | Beste enscenering          | Josep Rosell                                                                       | Gewonnen    |
| 2008 | Premios Goya (22ste uitreiking)         | Beste productieontwerp     | Sandra Hermida                                                                     | Gewonnen    |
| 2008 | Premios Goya (22ste uitreiking)         | Beste geluid               | Xavi Mas, Marc Orts, Oriol Tarragó                                                 | Gewonnen    |
| 2008 | Premios Goya (22ste uitreiking)         | Beste speciale effecten    | David Martí, Montse Ribé, Pau Costa, Enric Masip, Lluis Castell, Jordi San Agustín | Gewonnen    |
| 2008 | Premios Goya (22ste uitreiking)         | Beste kostuums             | María Reyes                                                                        | Genomineerd |
| 2008 | Premios Goya (22ste uitreiking)         | Beste grime en haarstijl   | Lola López, Itziar Arrieta                                                         | Gewonnen    |
| 2008 | Premios Goya (22ste uitreiking)         | Beste filmmuziek           | Fernando Velázquez                                                                 | Genomineerd |
| 2008 | Europese filmprijzen (21ste uitreiking) | Beste film                 | El orfanato                                                                        | Genomineerd |
| 2008 | Europese filmprijzen (21ste uitreiking) | Beste actrice              | Belén Rueda                                                                        | Genomineerd |
| 2008 | Europese filmprijzen (21ste uitreiking) | Beste camerawerk           | Óscar Faura                                                                        | Genomineerd |